# Irepodun (Osun)
Irepodun è una delle trenta aree a governo locale (local government area) in cui è suddiviso lo stato di Osun, in Nigeria.
Estesa su una superficie di 64 chilometri quadrati, conta una popolazione di 119.497 abitanti.